# Glenopteris bipupillata
Glenopteris bipupillata là một loài bướm đêm trong họ Noctuidae.